# Адалрик от Асти
Адалрик (на италиански: Adalric, Alric, Alrico, Odelric; † декември 1035) от род Ардуини, е от 1008 до 1034 г. епископ на епископия Асти.

## Произход
Той е вторият син на Манфред I († ок. 1000), маркграф на Торино, и съпругата му Прангарда ди Каноса, дъщеря на маркграф Адалберт Ато от Каноса († 988). По-големият му брат Оделрик Манфред II (992 – 1034) става маркграф на Торино.
Адалрик е убит през декември 1035 г. в битка при Кампо Мало, близо до Павия.